# Sexo, Poder e Arte
"Sexo, Poder e Arte" (estilizado como Sexo, poder e arte) é uma canção da cantora brasileira Manu Gavassi, lançada em 21 de dezembro de 2023. A canção foi escrita pela cantora que produziu junto com Lucas Silveira.

## Curta–metragem
Sexo, Poder e Arte é um curta-metragem brasileiro criado e roteirizado por Manu Gavassi, dirigido por Manu Gavassi e Gabriel Dietrich, produzido pelo Estúdio Gracinha e estrelado por Gavassi, Letícia Colin e Pathy Dejesus. Teve sua estreia em 21 de dezembo de 2023 nas plataformas de áudio mundiais.

### Elenco
- Manu Gavassi
- Leticia Colin
- Pathy Dejesus
- Alejandro Claveaux
- João Côrtes
- Victor Lamoglia